# 케이트 허드슨
케이트 허드슨(Kate Hudson, 1979년 4월 19일 ~ )은 미국의 배우이다. 그녀는 2001년 골든 글로브상을 수상하였고, 아카데미상 후보에 지명되는 등 영화 《올모스트 페이머스》(2000)를 통해 큰 주목을 받기 시작했다. 그녀는 자신의 커리어에 큰 명성을 얻었고 《10일 안에 남자 친구에게 차이는 법》(2003) 등의 흥행 영화에서 주연을 맡았다. 이후 《레이징 헬렌》(2004) 《스켈리톤 키》(2005), 《유, 미 앤 듀프리》(2006), 《마이 베프 걸》(2008), 《신부들의 전쟁》(2009)등 여러 작품에 출연하며 할리우드에서 자신의 프로덕션을 설립했다. 그녀는 또한 뮤지컬, 코미디 드라마인 텔레비전 시리즈 《글리》에 출연하고 있다.

## 출연 작품

### 영화
- 1998년 《데저트 블루》
- 1999년 《비포 뉴 이어》
- 2000년 《가십》
- 2000년 《올모스트 페이머스》
- 2000년 《닥터 T》
- 2000년 《어바웃 아담》
- 2001년 《리커쉐이 리버》
- 2002년 《포 페더스》
- 2003년 《10일 안에 남자 친구에게 차이는 법》
- 2003년 《알렉스와 엠마》
- 2003년 《프렌치 아메리칸》
- 2004년 《레이징 헬렌》
- 2005년 《스켈리톤 키》
- 2006년 《유, 미 앤 듀프리》
- 2008년 《마이 베프 걸》
- 2008년 《사랑보다 황금》
- 2009년 《신부들의 전쟁》
- 2009년 《나인》
- 2010년 《킬러 인사이드 미》
- 2011년 《러브 앤 프렌즈》
- 2011년 《리틀 빗 오브 헤븐》
- 2012년 《릴럭턴트 펀더멘탈리스트》
- 2020년 《뮤직》
- 2021년 《모나리자와 블러드 문》
- 2022년 《나이브스 아웃: 글래스 어니언》 - 버디 제이 역

### 드라마
- 1996년 《파티 오브 파이브》
- 1996년 《이지 스트릿츠》
- 2000년 《새터데이 나이트 라이브》
- 2012년 《글리》

## 수상 내역
- 2000년 골든 애플 시상식 여자신인상 〈올모스트 페이머스〉
- 2000년 라스베이거스 비평가협회 시상식 여우조연상 〈올모스트 페이머스〉
- 2001년 새틀라이트 어워즈 코미디, 뮤지컬 부문 여우조연상 〈올모스트 페이머스〉
- 2001년 휘닉스 영화평론가협회 시상식 여우조연상 〈올모스트 페이머스〉
- 2001년 온라인 영화평론가협회 시상식 여우조연상 〈올모스트 페이머스〉
- 2001년 켄자스시티 비평가협회 시상식 여우조연상 〈올모스트 페이머스〉
- 2001년 플로리다 비평가협회 시상식 신인상 〈올모스트 페이머스〉
- 2001년 댈러스 비평가협회 시상식 여우조연상 〈올모스트 페이머스〉
- 2001년 방송 영화비평가협회 시상식 신인상 〈올모스트 페이머스〉
- 2001년 블록버스터 엔터테인먼트 시상식 여자인기상 〈올모스트 페이머스〉
- 2001년 제58회 골든 글로브 시상식 여우조연상 〈올모스트 페이머스〉
- 2009년 새틀라이트 어워즈 베스트 앙상블상 〈나인〉